# SDリピーター
CDリピーター（英：CD Repeater）、SDリピーター（英：SD Repeater）はソニー（初代法人、現：ソニーグループ）が開発したCD-ROMコンテンツ再生装置。

## 概要
フォーマットはCD-ROM XA規格に準拠しており、低い標本化レートやADPCM方式による圧縮符号化によって通常のオーディオCDよりはるかに長時間の音声を記録できる。CDリピーターのメディアは通常のオーディオCDプレーヤーでは再生できない。同様にSDリピーターのメディアをSDカード方式のデジタルオーディオプレイヤーで再生することも不可能である。

## 製品
CDリピーター
- CDH-100
- CDH-101

SDリピーター

## 歴史
- 1990年代前半:CDリピーター発売
- 2007年:SDリピーター発売